# Галерија ликовне и музичке уметности САНУ
| Галерија ликовне и музичке уметности САНУ           | |
|                                                     | |
| Палата САНУ у којој је у приземљу смештена Галерија | |
| Врста:                                              | Државна установа                                                                                    |
| Основана:                                           | 1969.                                                                                               |
| Седиште:                                            | Кнез Михаиловој 35 · Београд Србија                                                                 |
| Управник:                                           | Академик Душан Оташевић                                                                             |
| Заменик управника:                                  | Јелена Межински-Миловановић                                                                         |
| Шеф изложбеног салона:                              | Рада Маљковић                                                                                       |
| Структура:                                          | - Галерија „САНУ“ - Огранак у Новом Саду, изложбени простор у Платонеуму - Конзерваторска радионица |
| Веб презентација                                    | http://www.sanu.ac.rs                                                                               |

Галерија ликовне и музичке уметности САНУ једна је од од организационих јединица у саставу Академије, која се поред сакупљања и чување предмета из области ликовне уметности, који су у власништву Српске академије наука и уметности, бави и организовањем изложби из области уметности, науке и културе, издавање публикација, организовањем предавања, концерата, промоција, стручних скупова итд.
Саставни део Галерије чине уметничка дела сакупљена од оснивања Друштва српске словесности 1841. а затим током деловања Српског ученог друштва (основаног 1986), као и Српске краљевске академије (основане 1986) која их је наследила и која је после Другог светског рата прво деловала под називом Српска академије наука, а потом од 1960. као Српска академија наука и уметности.
Галерија спада у најпосећеније у Србији. На преко 190 изложби, од великог значаја за националну културу у најширем смислу, из области уметности и науке, просечан број посетилаца по једној изложби био је око 30 000, а просечан годишњи број посетилаца, само изложби, био је око 180.000.
Актуелни управник Галерије Српске академије наука и уметности је академик Душан Оташевић.

## Положај и смештај

### Галерија у Београду
Положај
Галерија ликовне и музичке уметности САНУ налази се у старој четврти Београда у Кнез Михаиловој улици број 35. у палати САНУ која има статус споменика културе, и која својим изгледом и положајем доминира центром Београда и једном од најлепших престоничких улица.
Локација објекта у најпрометнијој пешачкој зони Београда, између више музеја факултета, библиотека, галерија и страних културних центара, обезбеђује Галерији добру приступачност и сталну и велику посећеност.
Смештај
Галерија Српске академије наука и уметности смештена је у адаптираном делу палете САНУ, изграђене 1924. године. Сам простор је ненаменски како за изложбене делатности тако и за чување уметничких дела.
Велики број уметаничких дела који је од оснивања САНУ смештен у бројним просторијама, холовима и свечаној сали Академије, као саставни део њеног ентеријера, послужио је касније као основа за оснивање Академијине Уметничке збирке.
Галерија располаже изложбеним простором површине од око 550 m², како за потребе изложбене делатности, делимично или у целини, тако и за повремено излагање дела из Уметничке збирке САНУ и одржавање концерата, предавања итд.

### Галерија у Новом Саду
Поред Галерије у Београду, Српска академија наука и уметности има изложбени простор и у своме Огранку у Новом Саду, у старом здању Платонеума.

## Историјат
Галерију Српске академије наука и уметности основала је САНУ с краја седме деценије 20 века. Од свог оснивања Галерија није самостална, већ је једна од организационих јединица у саставу Академије. Галерија је по оснивању смештена у простор на углу улица Кнез Михаилове и Вука Караџића, за чију адаптацију је 1967. године пројекат урадио архитекта Григорије Самојлов. Одлично компоновани ентеријер оставио је простор и могућности за додатно оплемењивање током наредних година, тако да су га до данашњих дана обогаћивали наши бројни еминентни уметници.
У сарадњи са Народним музејем у Београду 1973. обучен је стручан конзерватор и рестауратор, што је Галерији, омогућило да оснује конзерваторски атеље, и води бригу о уметничким делима у поседу САНУ. Данас се конзервацијом и рестаурацијом предмета Уметничке збирке САНУ баве стручњаци Народног музеја у Београду.
Прва поставка из Уметничке збирке Српске академије наука и уметности у Галерији изложена је 1982. године под називом Уметничка збирка САНУ. Поставка се од тада непрестано преуређује, допуњава и повремено приказује јавности, било у простору Галерије било у облику збирки мањег обима (око 50 дела), као тематска целина, у бројним галријама и музејима изван САНУ.

### Уметничка збирке САНУ
На скупу одржаном 1969. године у Одељењу ликовне и музичке уметности САНУ Љубица Сокић, дописни члан САНУ, предложила је запослени у новооснованој Галерији да попишу уметничка дела у власништву САНУ према музеолошким принципима. Та година се формално сматра и годином почетка евидентирање и формулисање Уметничке збирке Српске академије наука и уметности. У априлу 1970. Одељење је закључило да у даљој будућности Академија треба да предвиди оснивање сталне Галерије, у којој би били заступљени наши најбољи ликовни представници“. Тако је дефинисана потреба за формирањем сталне поставке Академијине Збирке.
Систематско откупљивање уметничких дела за Уметничку започето је 1972. године. Збирка се непрестано увећавала, откупима али многиобројним поклонима уметника чланова САНУ, њихових породица и других дародаваца, које је одобравала Комисија за откупе и поклоне САНУ. Збирка данас броји око 2.800 инвентарских јединица (збирка има и до 3.500 предмета, јер многи носе један инвентарни број са различитим индексима).
У време коначног „уобличавања и озваничења“ Уметничке збирке Српске академије наука и уметности 1968/1969. године колекцију је чинило деведесет дела.
Уметничка збирка Српске академије наука и уметности која претежно сакупља, дела чланова Академије од њеног оснивања, односно дела везана за одређени период, углавном 19. и 20. век, трентно поседује предмете из области ликовне уметности око 270 уметника, од тога 50 чланова САНУ (њих је укупно 72, али Галарија не поседује дела свих академика).
Када је реч о техникама Уметничка збирка Галерије САНУ поседује; слике - уља, темпере, пастеле, затим цртеже и графике у различитим техникама, скулптуре у бронзи, гипсу, камену, дрвету, радове у комбинованој техници, акварелисане фотографске портрете итд.

## Руковођење и финансирање
Галеријом руководи директор у складу са одлукама које доноси Стручни савет Галерије, а над њом права и дужности оснивача врши САНУ.
Основну делатност Галерије, непосредно финансира САНУ, средствима Министарство за науку, технологију и развој. Поједине пројекте Галерије додатним средствима финансира Министарство за културу Републике Србије и Секретаријата за културу Скупштине града Београда. Мањи део средства Галерија повремено обезбеђује од донатора (спонзора).

## Делатности
Основна делатност Галерије Српске академије наука и уметности је;
- организовање проблемских, студијских, тематских, ретроспективних, монографских изложби из области уметности, науке и културе,
- издавање публикација,
- организовање предавања везаних за изложбе,
- сакупљање и чување предмета из области ликовне уметности који су у власништву Српске академије наука и уметности.
- организовање сталног музичког програма – концерата,
- организација предавања – праћена филмским и пројекцијама слајдова,
- организација промоција,
- организација стручни скупова,
- доделе награда из Фонда Иван Табаковић и фонда Станојло Рајичић.[1]

### Издавачка делатност Галерије САНУ
Издавачка делатност Галерије Српске академије наука и уметности одвија се паралелно са изложбеном делатношћу, од 1968. године, и састоји се у издавању публикација које прате све изложбе. Ако се односе на изложбу уметника члана САНУ, публикације имају форму монографије. Публикације су са студијским текстовима историчара уметности, критичара, књижевника, угледних истраживача.
За уредника првог каталога изложбе у Галерији Српске академије наука и уметности, публикације која је вођена као „вансеријско издање Председништва САНУ“, у тиражу од 1.300 примерака, чланови Одељења изабрали су дописног члана Недељка Гвозденовића. Он је убрзо одређен и за сталног одговорног уредника нове едиције Академијиних публикација које је припремала Галерија. Иван Табаковић је давао графичка решења тих првих каталога.
Публикације које су пратиле тематске изложбе садрже научноинформативне текстове и каталошке прилоге. До сада је штампано 112 књига у овој серији која носи назив Галерија Српске академије наука и уметности.
Поред каталога Галерија објављује и водиче, деплијане и каталоге мањег обима за оне делове Уметничке збирке који су били излагани као целине, а од 1982. године Галерија издаје публикације које прате концерте.
Штампају се и месечни репертоари, плакати и програми концерата, позивнице и различите пригодне репродукције уметничких дела.

### Музички програм Галерије САНУ
Са редовним организовањем концерата, Галерија је започела 1982. године. Идеју Одељења ликовне и музичке уметности САНУ о одржавању концерата у САНУ реализовао је композитор, академик Станојло Рајичић, који је ову активност основао и водио је до краја живота. Под његовим руководством у организовано је преко хиљаду концерата.
Музички програм Галерије данас уређује академик Дејан Деспић, композитор и секретар Одељења ликовне и музичке уметности.
До марта 1984. концерти су се у току музичке сезоне (која траје од почетка октобра до краја јуна) редовно одржавали једанпут, а од тада два пута недељно. Што се програма тиче, у почетку нагласак је био на ауторским концертима чланова САНУ, уследиле су потом вечери музике, да би потом преовладао стандардни репертоар једне концертне сале (уметничка светска и домаћа музика настала у периоду од средњег века до савременог доба) и повремени концерти српске традиционалне музике.
Галерија је јануара 1996. набавила и нови, квалитетан концертни клавир марке „Bechstein“. Године 2001. САНУ је основала Фонд Станојло Рајичић, који служи за награђивање најбољег солистичког концерта у једној сезони. Извођачи редовно и без изузетка концертирају без икаквог хонорара.
До краја концертне сезоне 2006/2007. у Галерији су одржана 1.722 концерта. Тренутно је у току 26. сезона и број одржаних концерата прелази 1.750.
Концерти у Галерији одржавају се понедељком и четвртком од 18 часова, а концертна сезона траје од почетка октобра до краја јуна сваке године. Одзив публике је одличан, поред осталог и зато што је улаз слободан.

## Радно време
Изложбени салон
- Радно време Изложбеног салона Галерије, током концертне сезоне, је сваког дана, осим понедељка, од 10 до 21 час, изузев четвртком када је радно време од 11 до 16 часова.
- Када се у Галерији не одржавају концерти (изван концертне сезоне), радно време Галерије за посетиоце изложби је сваког дана од 10 до 21 час.

Концертни подијум
- У време концертне сезоне, која траје од почетка октобра до краја јуна у Галерији се одржавају концерти понедељком и четвртком од 18 часова.